# جوزيف جوستار
جوزيف جوستار (اليابانية: ジ ョ セ フ ・ ジ ョ ー ス タ ー، هيبورن: Josefu Jōsutā) هي شخصية خيالية في سلسلة المانجا اليابانية مغامرات جوجو العجيبة، كتبها ورسمها هيروهيكو أراكي.
جوزيف هو بطل الرواية الرئيسي في القصة الثانية للمسلسل، Battle Tendency، وحفيد بطل الرواية الأول، جوناثان جوستار. بعد أن نشأته جدته إيرينا وصديق العائلة سبيدواجون، طور موقفًا أكثر خشنًا وأكثر تمردًا من موقف جده النبيل، لكنه لا يزال يتمتع بقلب نبيل. في حين أنه قادر على استخدام القوة الخارقة للطبيعة هامون مثل جده، لم يكن جوزيف في البداية ماهرًا في استخدامها حتى يتدرب على يد ليزا ليزا. في البداية استخدم زوجًا من المتسللين المدعومين من هامون في المعركة، لكنه يعتمد أكثر على ألعاب العقل بدلاً من القوة الغاشمة في المعارك، مستخدمًا قدرته الخارقة على التنبؤ بأفعال خصمه وصولاً إلى ما يقولونه.